# جدعون أسانتي
جدعون أسانتي (بالإنجليزية: Gideon Asante)‏ هو لاعب كرة قدم غاني في مركز الوسط، ولد في 28 فبراير 1992 في سونياني في غانا. لعب مع Charlotte Eagles ‏.